# Капанадзе, Цотне
Цо́тне Капана́дзе (груз. ცოტნე კაპანაძე; род. 30 августа 2001, Тбилиси) — грузинский футболист, защитник клуба «Иберия 1999».

## Клубная карьера
Капанадзе — воспитанник футбольного клуба «Сабуртало». В августе 2018 года Цотне на правах аренды перешёл в «Рустави». 23 сентября 2018 года в матче против «Дила» он дебютировал в чемпионате Грузии. В августе 2020 года был арендован тбилисским клубом «Локомотив». 7 марта в матче против «Чихура» он дебютировал за новый клуб.
В январе 2023 года присоединился к первой команде «Сабуртало». 8 марта в матче против «Шукура» дебютировал за тбилисский клуб.

## Международная карьера
В 2023 году в составе молодёжной сборной Грузии Каличава принял участие в молодёжном чемпионате Европы. На турнире он остался на скамейке запасных.